# Blériot-SPAD S.27
Le Blériot-SPAD S.27 est un avion de ligne biplan français des années de l'immédiat lendemain de la Première Guerre mondiale. Il s'agit d'un des premiers avions commerciaux conçus en France.

## Historique

### Développement
C'est au début de l'année 1919 que les dirigeants de Blériot-SPAD décidèrent de développer leur premier avion de ligne. Pour cela, ils décidèrent d'adapter l'avion de chasse biplace Blériot-SPAD S.XX. L'armement fut déposé et on créa une cabine biplace fermé dans le fuselage même de l'avion. Le pilote de son côté conservait le cockpit à l'air libre d'origine du S.XX.
Le nouvel avion fut désigné Blériot-SPAD S.27.
Le premier vol du Blériot-SPAD S.27 intervint à l'automne 1919. La production en série se limita à trois exemplaires, en plus du prototype. Ces avions furent construits entre 1919 et 1920.

### Carrière commerciale
Le Blériot-SPAD S.27 ne connut que deux utilisateurs commerciaux : les compagnies aériennes CMA d'abord, puis en 1923 Air Union lorsque celle-ci absorba les actifs de la première. C'est au début de l'année 1920 que le S.27 fit son apparition dans les rangs de la CMA afin d'assurer des vols en la France et le Royaume-Uni aux côtés des Breguet 14T. 
Les Blériot-SPAD S.27 de la CMA assuraient des vols avec deux passagers entre les aéroports du Bourget et de Hounslow. En 1922 débuta la desserte de l'aéroport de Croydon. Ces deux plateformes se trouvaient alors en périphérie de Londres.
En 1923 les trois avions de la CMA passèrent sous les couleurs d'Air Union sans pour autant changer leurs vols commerciaux qu'ils assurèrent jusqu'en 1925.
Les trois avions de série reçurent les immatriculations F-CMAV, F-CMAW, et F-CMAX.

## Description
Dans ses grandes lignes le biplan Blériot-SPAD S.27 reprenait celles du Blériot-SPAD S.XX. Seuls différences notables la cabine passagers qui permettait d'accueillir les deux personnes dans un confort tout relatif. Ils étaient en effet assis sur de rudimentaires fauteuils fabriqués en osier sans aucun système de sécurité ou de chauffage. Pour affronter les vols au-dessus de la Manche ils disposaient de couverture en laine. Deux hublots, l'un circulaire et l'autre ovoïde furent percés dans le fuselage.
Pour le reste l'avion conservait les caractéristiques du chasseur dont il était dérivé.

## Sources & références

### Sources bibliographiques
- Michel Marmin, Encyclopédie "Toute l'aviation", Editions Atlas, 1993.
- Jacques Legrand, Chronique de l'aviation, Paris, Éditions Chronique, 1991 (ISBN 2-905969-51-2)
- (en) Stewart Wilson, Airliners of the world, Fyshwick, Australia, Aerospace Publications, 1999, 176 p. (ISBN 1-875671-44-7)
- Pierre Gaillard, Les Avions de transport civil français : mieux connaître tous les avions de transport civil construits et mis en service en France, des origines à nos jours, Clichy (92), Éditions Larivière, 1997, 51 p. (ISBN 2-907051-08-3)